# Bank of America Stadium
Bank of America Stadium er et stadion i Charlotte i North Carolina, USA, der er hjemmebane for NFL-klubben Carolina Panthers. Stadionet har plads til 73.504 tilskuere, og navnet kommer efter sponsoren Bank of America. Stadionet blev indviet i 1996, og har tidligere været kendt som både Carolinas Stadium og Ericsson Stadium.